# Буряковский сельский совет (Залещицкий район)
Буряковский сельский совет (укр. Буряківська сільська рада) — входит в состав
Залещицкого района
Тернопольской области
Украины.
Административный центр сельского совета находится в 
с. Буряковка.

## Населённые пункты совета
- с. Буряковка